# Chapelle de Malodène
La chapelle de Malodène ou chapelle de Maradénou est une chapelle catholique située à Martel, en France.
L'édifice est inscrit au titre des monuments historiques en 2015.

## Localisation
La chapelle de Malodène est située dans le département français du Lot, sur le territoire de la commune de Martel, au lieu-dit Malodène.

## Historique

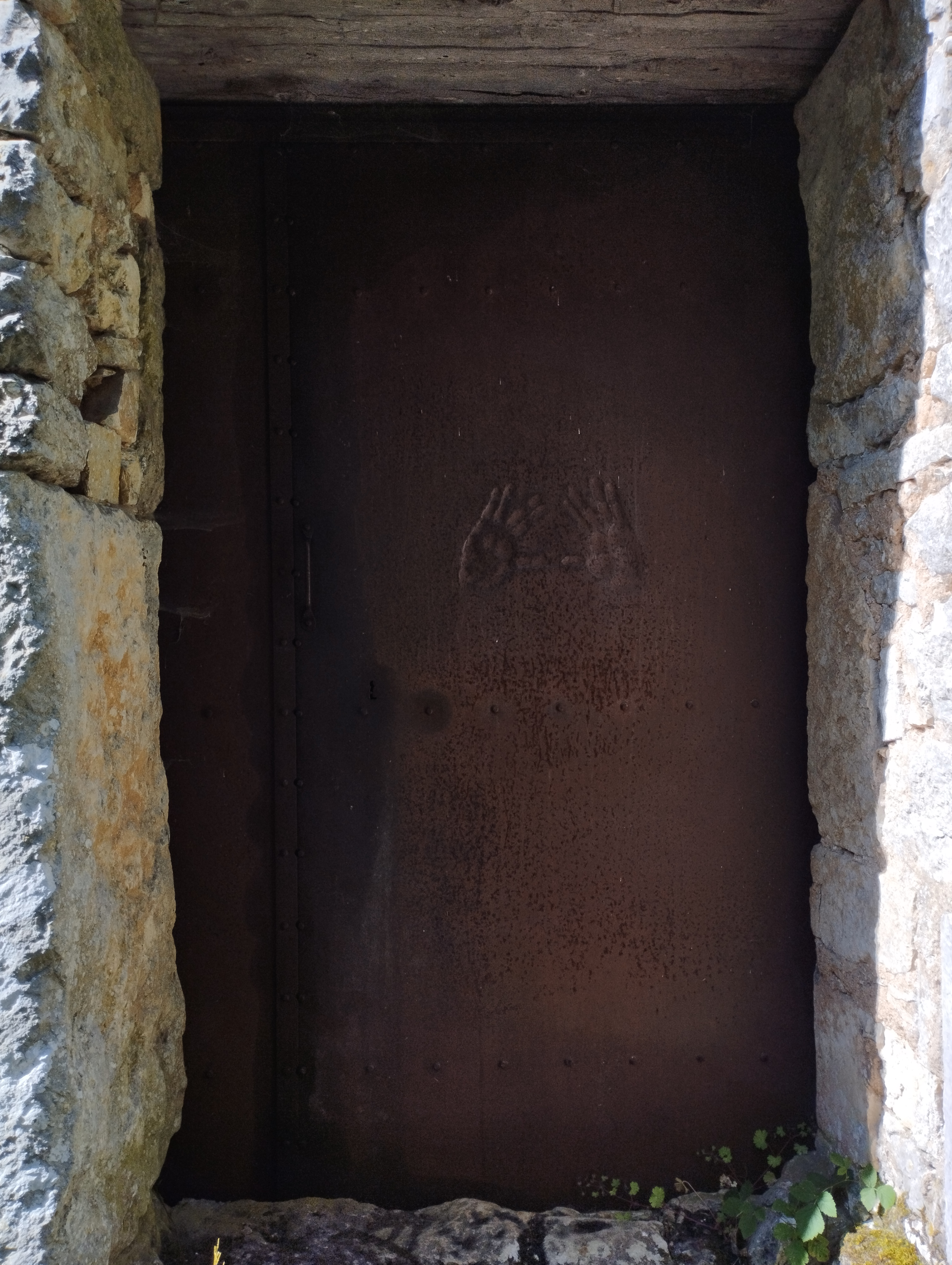
porte de la chapelle.

La chapelle est le seul élément subsistant du prieuré de Maradénou se trouvant dans l'ancienne paroisse Saint-Martin de Loupchat, dont la date de fondation n'est pas connue. Il appartenait à l'Ordre des ermites de l'Artige,, fondé au début du XIIe siècle en Limousin. Il appliquait la règle de saint Augustin. Ce prieuré dépendait du celui de Maradène, établi sur la commune de Végennes en Corrèze, et avait le même prieur. 
La chapelle peut dater de la fin du XIIe siècle ou du début du XIIIe siècle.
En 1384, on trouve la trace d'un hommage de Maradénou à la vicomté de Turenne. En 1474, les prieurés de Maradène et de Maradénou passent d'un chanoine de l'ordre de l'Artige à Guy d'Ornhac qui les unit à sa cure de Martel.
D'après l'abbé Clary, l'église était ruinée en 1679. L'inscription « fait par moy Jean Louis Layeria 1691 » doit sans doute correspondre à une campagne de travaux de réparation.
En 1751, les possessions du prieuré de l'Artige sont passées au collège des Jésuites de Limoges.
La chapelle a été vendue comme bien national pendant la Révolution. La chapelle est utilisée comme bâtiment agricole.
La chapelle a été en partie restaurée en 1997.
L'édifice est inscrit au titre des monuments historiques en 2015.

## Description
La chapelle a un plan rectangulaire de 15 m sur 5 m, avec une hauteur de 12 m. C'est une construction rustique, en moellons, parfois appareillés avec des joints d'argile. La voûte est en berceau brisé. Le chevet est plat, percé d'une haute fenêtre étroite en arc brisé. 

## Décor
L'église est ornée de fresques sur le thème de l'humanité depuis les origines telles que présentées dans la Bible jusqu'à la Shoah par le peintre Miklos Bokor.